# 순천동산중학교
순천동산중학교(順天東山中學校)는 대한민국 전라남도 순천시 조례동에 있는 공립 중학교이다.

## 학교 연혁
- 1978년 9월 1일 : 순천동산여자중학교 개교
- 1978년 10월 26일 : 초대 김해석 교장 부임
- 2023년 9월 1일 : 제20대 김종균 교장 부임
- 2024년 3월 1일 : 순천동산여자중학교→순천동산중학교 (교명변경)
- 2025년 1월 9일 : 제45회 57명 졸업(졸업생 총 16,545명)

## 참고 자료
- 순천동산중학교 - 한국교육학술정보원 학교알리미